# Palomar de Arroyos
Palomar de Arroyos est une commune d’Espagne, dans la Comarque de Cuencas Mineras, province de Teruel, communauté autonome d'Aragon.